# 系联法
系联法是一种利用反切来研究中古汉语声母和韵母类别的方法。它基于这样的前提：反切上字与被切字同声母，反切下字与被切字同韵母和声调。对多组反切反复运用系联的规则，就可以把所有字按「声母」或「韵母和声调」归成若干类，每一类字都是同声母的，或者是同韵母和声调的。

## 提出
系联法最初在清末由陈澧提出。陈澧写了一本《切韵考》，用系联法来分析《切韵》的语音体系。当时《刊谬补缺切韵》尚未见世，因此他只好用《广韵》进行研究。首先，他分析出《广韵》里哪些字是后起的，去掉那些字，尽量恢复已失传的《切韵》的原貌。然后，他运用系联法来分析反切上字。

## 基本原则
无论在《切韵》还是在《广韵》裡，反切上字的运用是随意的，属于同一个声类的不同的字条有不同的反切上字。但是，一个声类最多也不会有超过30个不同的反切上字（例如溪母有29个，一、二、四等有：苦、口、康、枯、空、恪、牵、谦、楷、客、可；三等有：去、丘、区、墟、起、躯、羌、绮、钦、倾、窥、诘、祛、岂、曲、卿、弃、乞）。因此，只要把所有反切上字归纳成声类，就可以理解《广韵》裏的声类体系。
系联法的运用原则如下：把用来当反切上字的字查出其反切上字，这两个反切上字应该注同一个声母，这样把所有的反切上字系联起来，就可以把反切上字归纳成几个组，同一个组的反切上字注同一个声母。例如：“可”是「枯我切」，“枯”是「苦胡切」，“苦”是「康杜切」，“康”是「苦冈切」，由此可以推断“可”、“枯”、“苦”和“康”是同一个声类。“空”是「苦红切」、“楷”是「苦骇切」、“口”是「苦后切」、“客”是「苦兼切」、“牵”是「苦坚切」，由此可以推断“空”、“楷”、“口”、“客”、“牵”五个反切上字和“苦”属于同一声类，因此和“可”、“枯”、“康”也属于同一声类。
對反切下字的系聯原則也是一樣。

## 又音互见
但是，这个系联法也有一定的局限性。有时候，同一个声类的反切上字系联不起来，例如：端母有“都、丁、多、当、得、德、冬”七個反切上字。“冬”是「都红切」、“都”是「当孤切」、“丁”是「当经切」、“当”是「都郎切」，“冬”、“都”、“丁”、“当”四个字可以系联起来。“多”是「得何切」、“得”是「多则切」、“德”是「多则切」，“多”、“得”、“德”也可以系联起来。可是两个组卻不能系联。这时就需要用到“又音互见”的方法。比如，某个字是有两个读音，而且这两个音分别属于不同的韵类，这个字就会在《广韵》的两个不同地方出现两次，而每处都会用注明这个字“音xx切，又音xx切”，表示该字是多音字；而有时候《广韵》里会用不同的反切上字来注同一个读音：这就说明两个反切上字肯定属于同一个声类。
例如：“涷”字有平声和去声两个读音，分别属于“东韵”和“送韵”。东韵词条：“涷……又都贡切”。因为“涷”字处于“东”之后，其平声读音和“东”字一样，所以没有注明。“又都贡切”的意思是“涷”字也有“都贡切”的读音。送韵词条：“涷……多贡切，又音东”。由此可见，“涷”字有两个读音，一个是和“东”字一样，一个是“都贡切”或“多贡切”。因此可以推断“都”和“多”属于同一个声类，於是“冬”、“都”、“丁”、“当”和“多”、“得”、“德”两组反切上字可以系联起来。

## 例外
然而透過實踐，可以發現系聯法有例外的情況。因爲《廣韻》裏的反切下字，如果屬於脣音字，它就可以開合口混切。擧例說：“化”是「呼霸切」，“霸”是「必駕切」。然而“化”字本身是麻韻二等合口字，“駕”字本身則爲麻韻二等開口字，二字的開合不相同。本屬開口字的“霸”成爲了合口字“化”的反切下字，若採用上述的做法進行反切系聯，它們就會合併成了一類。這個現象出現在《廣韻》所有脣音字中，脣音字作爲反切下字是不分開合口的。因此在系聯時，碰到脣音字作爲反切下字，就不可以系聯下去，否則整部《廣韻》的所有開合口都會被系聯爲一類。

## 应用
陈澧通过分析《切韵》的反切上字发现，韵图上的三十六字母系统不全，必须加以补充修正——正齿音照、穿、床、审各分为两类。
利用相同的方法和其他一些证据，钱大昕提出了古無輕唇音之说。系联法也为曾运乾的喻三归匣说提供了证据。（雄，《广韵》羽弓切）